# Berkshire Hathaway Energy
Berkshire Hathaway Energy er en amerikansk energikoncern og et datterselskab til Berkshire Hathaway. Berkshire har haft en kontrollerende ejerandel siden 1999. De driver flere elselskaber i USA, Canada og Storbritannien. Deres årsomsætning er på 25 mia. $ (2021).
BHE har 4,9 mio. privatkunder, producerer 29 gigawatt elektricitet og transporter 8,2 mia. cubic feet naturgas per dag over 16.400 miles rørledning."